# Liparochrus quadrimaculatus
Liparochrus quadrimaculatus is een keversoort uit de familie Hybosoridae. De wetenschappelijke naam van de soort is voor het eerst geldig gepubliceerd in 1877 door Harold.